# Sitnica (Ribnik)
Sitnica (szerbül: Ситница) falu Bosznia-Hercegovinában, a Szerb Köztársaságban, Ribnik községben.

## Fekvése
Bosznia-Hercegovina északnyugati részén, Banja Lukától légvonalban 35, közúton 44 km-re délnyugatra, községközpontjától légvonalban 11, közúton 23 km-re északkeletre, a Banja Luka – Ribnik úton, a Manjača-hegység területén fekvő Zmijanje területén található. Az átlagos tengerszint feletti magasság 800 méter.

## Népessége
| Nemzetiségi csoport | Népesség 1991 | Népesség 2013 |
| ------------------- | ------------- | ------------- |
| Szerb               | 238           | 181           |
| Bosnyák             | 0             | 0             |
| Horvát              | 0             | 0             |
| Jugoszláv           | 7             | 0             |
| Egyéb               | 0             | 0             |
| Összesen            | 245           | 181           |

## Története
A régészeti leletek tanúsága szerint területe már az ókorban is lakott volt. A „Gromile” nevű lelőhelyen, mintegy három hektáros területen nagy mennyiségű ókori építőanyag és falmaradvány található, melyek egy római kori településhez tartoztak.
A Banja Luka és Mrkonjić Grad közötti hegyvidék a középkori zemljaniki plébániához tartozott, amelyet II. Prijezda bosnyák bán 1287-ből származó oklevele említ. A környék több középkori nekropoliszában 70-180 stećakot jegyeztek fel. Zmijanje a Jajcától északra fekvő Vrbas-völgy várinak elesésével 1527-1528-ban oszmán uralom alá került. Az 1540-ig tartó első időszakban ezt a területet a Bródi kádilukhoz tartozó Vrhovina náhijéhez csatolták, majd az 1535-1540 közötti időszakban, amikor az oszmánok átkeltek a Száván, Zmijanje a Boszniai szandzsákba tartozü Kobaši kádilukhoz tartozott. A helyzet lecsendesedésével a Zmijanje náhije különvált. Először az 1541-es defterben említik a Kobaši kádiluk részeként. 1592-től a Banja Luka-i kádilukban volt. Az oszmán uralom első éveiben a Zmijanje nahija magába foglalta a Vrbas és a Szana folyók közötti teljes területet, valamint délen a Mrkonjić Grad feletti Kozare, Dimitor és Lisina hegyeket. Kicsit később a trijebovoi náhije, mely Mrkonjić Grad környékén feküdt, levált róla. Egyes adatok szerint a 16. század közepétől származó összeírásokban szereplő lakosok ortodoxok voltak. A török időkben Sitnicában, Šljivnóban, Kolimban és Krupa na Vrbasban négy faházas templom épült, amelyre a legenda szerint a zmijanjei Rajko kapott a töröktől jóváhagyást.
Sitnica falu 1878-ig tartozott az Oszmán Birodalomhoz, majd az Osztrák-Magyar Monarchia része lett. 1879-ben az első osztrák-magyar népszámlálás során Sitnicán 11 házat és 67 muszlim lakost számláltak. 1910-ben a településen 38 házat, 82 muszlim, 44 ortodox szerb és 7 katolikus horvát lakost számláltak. A monarchia szétesésével 1918-ben előbb a Szerb-Horvát-Szlovén Királyság, majd 1929-től a Jugoszláv Királyság része. 1921-ben 25 házat és 108 lakost számláltak. 1945-től Sitnica a szocialista Jugoszlávia része volt.
A település 1995 szeptemberéig a szerb félkatonai egységek ellenőrzése alatt állt. A boszniai háborút lezáró daytoni békeszerződés rendelkezése alapján az ország területét felosztották a Bosznia-hercegovinai Föderáció és a boszniai Szerb Köztársaság között, ennek során a település a Boszniai Szerb Köztársasághoz és Ribnik községhez került.

## Gazdaság
A helyi közösség területén a lakosság főként mezőgazdasággal, főként állattenyésztéssel (juh és szarvasmarha) foglalkozik. A Manjača-fennsík kedvez ezeknek a tevékenységeknek, mivel a terület nagy része legelőkből áll.

## Kultúra
- A településen felépítettek egy hagyományos zmijanji népi házat, amely a „Zmijanjska kuća” nevet kapta. A ház bemutatja az itteni egykori életet, valamint a régi házak építészetét és berendezését.[3]

- A hagyományos népi hangszer a tambura.[3]

- A népviselet része krajik sapka.[3]

## Oktatás
A településen található a „Petar Kočić” Általános Iskola. A múltban az iskolát „Dobrila Pupić” általános iskolának hívták.

## Nevezetességei
- Szent Illés próféta tiszteletére szentelt szerb ortodox temploma építés alatt áll. A templom egyedülálló abban a tekintetben, hogy bizánci-grúz stílusban tervezték. A templom alapjait 2009. augusztus 2-án Bihács-Petrova püspöke, Krizosztom és Osečopolje püspöke, Lukijan szentelte fel.[3]

- Gromile – római település maradványai. A mintegy három hektáros területen tégla és cseréptöredékek, falmaradványok találhatók.[5]

- Sitnicától mintegy 3 km távolságra található a Mačkića-barlang, mely nevét Mačkići faluról kapta. A Mačkić-sziklák komplexumában található, ahonnan nagyszerű kilátás nyílik Klekovača, Grmeč, Osječenica, Šiša, Bobija, Ždralica, Mulež, Plješevica és másokra. A barlangnak két nagy bejárata, és sok kisebb bejárata van. A belső tér viszonylag gazdag barlangi ékességekben, de még nem tárták fel kellőképpen. A Mačkića-barlang bejárata alatt 1 km-re található a Banjica folyó forrása, amely szintén egy tiszta hegyi folyó.[6]